# Alp Arslan
Muḥammad ibn Dāwūd, ʿAḍud al-Dawla Abū l-Shujāʿ Muḥammad b. Dāwūd Chaghri Beg, generalmente noto come Alp Arslān (1029 circa – 1072), fu il secondo sultano dell'Impero selgiuchide, appartenente alla dinastia omonima, celebre per la vittoria da lui conseguita a Manzicerta nel 1071 contro l'esercito dell'Impero bizantino comandato dall'imperatore Romano IV Diogene.

## Biografia
Alp Arslān nacque nella provincia del dominio persiano del Khwārizm (Corasmia) attorno al 1029. Era il bisnipote di Seljuk, capo della stirpe turca che aveva invaso l'Asia occidentale nell'XI secolo.
Famoso come capo militare, Alp Arslān (il cui nome significa "leone valoroso") cominciò la sua carriera con una campagna organizzata da suo padre, Chaghri Bey Dawud, comandante delle forze turche in Medio Oriente contro i Fatimidi. Poco dopo, con la morte dello zio Toghrul Beg, divenne sultano selgiuchide. Così Alp Arslān organizzò una campagna contro i suoi vicini. Il suo primo atto fu un'incursione nel 1064 in Georgia ed Armenia, durante cui il re cristiano georgiano riconobbe la superiorità selgiuchide. L'anno seguente il Sultano condusse le sue forze in Transoxiana. Nel 1070 prese Aleppo durante la campagna in Siria. L'impero selgiuchide si estendeva allora dall'Asia centrale al Mediterraneo e godeva del mandato di conquista assegnato dal califfo di Baghdad, in base al quale il sultano selgiuchide avrebbe governato in sua vece se avesse sconfitto i Fatimidi. In teoria, dunque, Alp Arslan, che era il sultano del califfo, poteva legittimamente aspirare agli stessi domini sotto l'autorità religiosa del califfo.
Mentre l'imperatore bizantino Romano IV Diogene era intento ad effettuare un'operazione di polizia al confine anatolico contro i Turcomanni, forte di un'armata di 40000 uomini, Alp Arslan, che in quel momento stava preparando una grande offensiva contro i Fatimidi, ritenne di dover approfittare dell'impreparazione bizantina e colse l'occasione per attaccare. A Manzicerta, in Armenia (vicino al lago di Van), il suo esercito, composto di veloci arcieri a cavallo, si scontrò il 26 agosto 1071 contro l'esercito bizantino, per la maggior parte non presente sul campo di battaglia in seguito a fughe e defezioni. Romano IV finì sconfitto da Alp Arslān e catturato in battaglia, venendo trattato con tutti gli onori e rimesso in libertà sulla parola, al fine di fare accettare ai suoi sudditi in patria i termini dell'accordo impostogli che era di grande generosità (e inoltre con l'intento di riacuire la guerra civile in corso a Bisanzio, che aveva portato a un colpo di Stato guidato da Michele Ducas), essendo i Selgiuchidi intenzionati a debellare non tanto i Bizantini quanto i loro nemici più irriducibili, ovvero i Fatimidi ismailiti, ai quali il sultano voleva strappare il ricco Egitto. 
L'anno dopo, conducendo una campagna militare in Turkestan, Alp Arslān venne ucciso mentre si apprestava ad attraversare l'Oxus. Gli succedette il figlio Malik Shah I.

## Famiglia

### Consorti
Alp Arslan aveva almeno cinque consorti:
- Safariyya Khatun (morta a Isfahan nel 1074);
- Akka Khatun, precedentemente moglie di suo zio Toghrul;
- Shah Khatun, figlia di Qadir Khan Yusuf e in precedenza moglie di Mesud I di Ghaznavidi;
- Ümmü Khatun;
- Fülane Khatun, figlia di Tashir Kiurike I. Arlan la ripudiò in breve tempo e la sposò invece a Nizam al-Mulk.

### Figli
Alp Arslan aveva almeno sette figli: 
- Malik Shah I;
- Tutush I;
- Bori-Bar;
- Toghan Shah;
- Arslan Shah;
- Tekish.

### Figlie
Alp Arslan aveva almeno sei figlie:
- Sifri Khatun - con Safariyya Khatun. Nel 1072 sposò al-Muqtadi, che in seguito avrebbe sposato anche sua nipote Mah-i Mulk Khatun, figlia di Malik I;
- Aysha Khatun, sposò Shams al-Mulk Nasr, figlio di Ibrahim Khan Tamghach e fratello di Terken Khatun, che sposò Malik Shah I;
- Zuleikha Khatun, sposò nel 1086 il figlio di Quraish;
- Sara Khatun;
- Fülane Khatun, sposò il figlio del principe curdo Surkhab nel 1068;
- Fülane Khatun, sposò Mesud III di Ghazni, che in seguito sposò anche sua nipote Gawhar Khatun, figlia di Malik I.

## Media
- Uyanış: Büyük Selçuklu - serie TV del 2021